# Čierňanka
Die Čierňanka ist ein 21,6 km langer Fluss im Nordwesten der Slowakei in der traditionellen Landschaft Kysuce und ein linker Nebenfluss der Kysuca. Im Oberlauf heißt der Fluss auch Skaliťanka.
Der Fluss entspringt in den Beskiden, genauer im Jablunkauer Bergland, in einem Hain zwischen dem Ortsteil Serafínov der Gemeinde Skalité und der polnisch-slowakischen Grenze und knapp unterhalb der Europäischen Wasserscheide. Danach fließt die Čierňanka Richtung Westen durch Serafínov und Kudlov, nimmt im Ort Skalité zuerst die linksseitige Vreščovka und dann die rechtsseitige Rieka auf. Danach verläuft der Fluss kurz nach Nordwesten und trifft auf einer Strecke zwischen Skalité und Čierna die aus Polen kommende Čadečka. Danach wendet sich die Čierňanka nach Südwesten und verläuft durch die Gemeinden Čierne und Svrčinovec, nimmt den rechtsseitigen Šlahorov potok zu und fließt am Unterlauf in südliche Richtung. Bei Podzávoz unterquert sie die Bahnstrecke Čadca–Zwardoń, die dem Čierňanka-Tal folgt, weiter die Bahnstrecke Žilina–Bohumín und die Autobahn D3, nimmt die linksseitige Čadečanka und 200 m darauf den rechtsseitigen Milošovský potok zu. Die Mündung in die Kysuca befindet sich südlich der Brücke der Bahnstrecke Čadca–Makov, in einem Raum zwischen dem Bahnhof und dem Stadtzentrum von Čadca.